# キーチVS
『キーチVS』は、新井英樹による日本の漫画作品。『キーチ!!』の続編にあたる。『ビッグコミックスペリオール』（小学館）にて2007年8月10日号から2013年7月12日号まで連載された。

## あらすじ
国会議事堂前占拠事件から10年後。大人になった染谷輝一と甲斐慶一郎はNPO法人「キーチズ・カンパニー」を設立し、「真っ当でいろ」を掲げ日々人助けに勤しんでいた。

## 登場人物
染谷輝一（そめやきいち）
21歳。キーチズ・カンパニー代表。甲斐とともにNPO法人「キーチズ・カンパニー」を設立。山中徘徊癖がある。幼少期に両親を通り魔に刺殺され、ホームレス生活、6か月の山中サバイバル生活などを経験。小学5年生11歳のころには同級生の児童買春を訴えるため国会議事堂前占拠事件を起こしたり、7年間昏睡状態だった知人女性を目覚めさせ、世界的にも「小さな革命戦士」、「新奇跡の人」とその名を知らしめる。その翌年にはアメリカの『タイムズ』誌が選ぶ「影響力のある世界の100人」に選出され同雑誌の表紙を飾った。カンパニーの活動の中で銃による襲撃1回、刃物による襲撃2回受け重軽傷を負っている。栗田冷蔵の一件でカンパニーの活動に限界を感じ甲斐、カンパニーと袂を分かつ。その後元「殺し屋」の斉藤に連れられ日本の支配層・権力者の殺人テロを目論む集団「劇団波羅蜜多」の座長田中あやと出会う。あやに恋愛感情を抱くようになった輝一は彼女に殺人をさせないため波羅蜜多を乗っ取りリーダーとなり、当初の目的の要人の「殺人」から「拉致・監禁」に変更させる。そして波羅蜜多のメンバーと斉藤の「殺し屋」時代の仲間「東京組」とともに在日米軍司令官、経団連会長、前内閣総理大臣の拉致・監禁を決行、大日本テレビでVTRを通じて犯行声明を行い全国指名手配犯となる。
甲斐慶一郎（かいけいちろう）
21歳。キーチズ・カンパニー代表でカンパニーの事務方「六本木」を率いる。カンパニーの財布の実権を握っている。また「染輝経政塾」を主催する。本人曰く女に興味がない。国会議事堂前占拠事件以降家庭が崩壊、その後輝一とカンパニーを設立し選りすぐりの講師の下、政治・経済・法律などの英才教育を受ける。輝一の意思を無視して、輝一の政界進出を目指し民進党代表・久我瑛昴に協力する。その後選挙投票日直前にカンパニーの法人税違反容疑で逮捕され拘置所に収容されるがやがて保釈される。その後沖田・みさとの仲介をへて再びコンビを組む。

### キーチズ・カンパニー
秋本弘恵（あきもとひろえ）
通称「秋ポン」。キーチズ・カンパニー「鎌倉」所属。輝一の初恋の人。10年前まで昏睡状態だったが輝一に目覚めさせられる。
沖田（おきた）
キーチズ・カンパニー「六本木」所属。弟は料理人。
篠原（しのはら）
キーチズ・カンパニー「鎌倉」所属。「六本木」のスパイ。
村越（むらこし）
キーチズ・カンパニー「鎌倉」所属。輝一専属の護衛。

### 劇団波羅蜜多
田中あや（たなかあや）
劇団波羅蜜多の座長。北海道留萌生まれ。高校卒業後美容師になるため上京し東京八王子の専門学校に入学する。その後先輩OBに連れて行ってもらった新宿のバーで出会った男と同棲、妊娠と同時に男は彼女の許を離れてしまう。その後息子の翔を育てながら美容室に勤める生活を送っていたが、息子の翔が在日米軍兵士が運転する車にひき逃げされ死亡する。ひき逃げした兵士はアメリカの軍事裁判で謹慎・減給処分で帰国。日本政府は日米地位協定のため身柄の引き渡しを要求しなかった。その後死ぬつもりで向かった樹海で死体処理をしていた斉藤と出会い、日本の支配層・権力者に復讐する決意をする。
斉藤一（さいとうはじめ）
元殺し屋。輝一に「殺し屋」と呼ばれている。波羅蜜多の殺人テロを止めてもらうことを目的に輝一を連れ出すため、キーチズ・カンパニーで運転手として潜入する。捨て子の出で家族も身寄りもない。人殺しだった過去と距離を置くため整形している。
美也子（みやこ）
座長のアパートの元隣人。夫とその愛人を毒殺した前科がある。過去に子供を亡くした経験がある。波羅蜜多の影のリーダーとも言われる。
蔵間（くらま）
美也子の親戚。対人関係が下手な引きこもり。株式トレーダーで波羅蜜多のスポンサー。
桂邦正（かつら）
座長の補佐役。演技経験者、劇作家で元左翼活動家。気位が高い野心家。輝一と膳場2人の連絡窓口になる。
笹井和志（ささい）
通称「ささ」。虐待児童で施設あがり。元は桂の劇団の劇団員だった。波羅蜜多一の演技派。
小室（こむろ）
通称「コムソン」。通称の由来は舞台『サムソン』からのもじり。元は虚弱体質だったが現在は筋骨隆々。過去に劣悪な労働条件の自動車工場勤務で心神崩壊を経験している。
岡崎（おかざき）
極貧の出で幼少から盗み、詐欺などをしていた気弱な男。要人3人の拉致・監禁の当日逃げ出す。シロを怖がっている。
日下道雄（くさかみちお）
54歳。認知症の母親の介護のため無職になる。幼少時から父親に「嘘をつくな、人に迷惑をかけるな、貧すとも人の道に外れるな」と言われ育てられる。生活費もままならず母親と富士山の樹海で親子心中するつもりだったが通りすがりの若者に助けられる。その後鎌倉のキーチズ・カンパニーに行くが審査で落とされ、野宿した翌朝母親を亡くす。その後波羅蜜多へ入団。自分たちを受け入れてくれなかったカンパニーを恨み、輝一のことも恨んでいたがやがて和解する。元モーニング娘。の安倍なつみのファン。
近藤（こんどう）
元金属加工の職人で町工場の経営者。工場経営に行き詰って一家心中を決意、練炭で父親と妻が逝った後に自分も腹を切って自殺を試みるも一人生き残った。波羅蜜多のスカウト人材で爆弾を製造していた。在日米軍司令官の拉致決行時に護衛に銃撃され重傷を負い（女役の笹井につきあい防弾チョッキをつけていなかった）、後に死亡する。
伊沢（いざわ）
通所「ロボ」。軍事オタクでガンマニア。時折抑えきれなくなる殺意が湧く。波羅蜜多一の頑固者。

### 東京組
クロ
斉藤の「殺し屋」時代の仲間。盗聴、合い鍵の作成、カースタントマン経由黒社会伝授の尾行を行う。斉藤を「バカ」と呼んでいる。かつらを被っている。
シロヤマ
通称「シロ」。斉藤の「殺し屋」時代の仲間。40歳。赤坂のアメリカ大使館に外部エージェントとして出入りし、安全保障課も課長付きの肩書きで政治家絡みの裏処理、基地反対活動家の調査などを行っている。アカの雇い主。
赤井（あかい）
通称「アカ」。警視庁公安部の刑事。シロに「イヌ」と呼ばれる。個人情報の収集を行う。

### 標的の3人
ラルフ・マーシャル
在日米軍司令官。趣味はバイク。妻、娘、息子がいて娘以外は日本に在住。
鴻池大悟（こうのいけだいご）
経団連会長で自動車メーカー「トヨサン」会長。「財界総理」、「格差拡大の父」と呼ばれる。齢70で正妻と3人の愛人と同居している。また元レスリングオリンピック候補の男の愛人も存在する。
小池敬生（こいけひろなり）
前内閣総理大臣。コイケ石油の御曹司で社長を経て衆院当選8回、前々厚生労働大臣。妻と息子と孫がいて母親は寝たきりである。息子に代議士を継がせるつもりでいる。

### その他
石塚広美（いしづかひろみ）
フリーのジャーナリスト。輝一・甲斐の協力者。輝一に「ヅカ」と呼ばれている。BSE問題の取材が原因で深夜になにものかに襲われ刃物で切られ右眼を失明した。
佐治みさと（さじみさと）
芸名UBUKA（ウブカ）。売れないタレントで「下ネタの星・惑星アナールから来た宇宙人で善と悪の戦いを宇宙語を話す」というコンセプトで活動するエロドル。10年前の小学5年生のときに父親に売春を強要されていたが輝一に助けられた。韓国で鼻を整形している。
膳場虎ノ助（ぜんばとらのすけ）
76歳。大日本グループ会長、日本民放連会長でメディア王・政財会の黒幕。またキーチズ・カンパニーの大スポンサー。輝一のことを「小僧」と呼び、輝一は彼のことを「虎ジイ」と呼んでいる。昭和16年12月8日、神奈川県鎌倉市で実業家膳場義介の次男として生まれる。昭和35年、早明大学政経学部に入学。在学中に日本共産党に入党するが後に脱党する。大学卒業後、父が設立した極東製鉄に入社し4年で退社する。昭和47年、久我瑛昴の父である久我哲の秘書を経て昭和49年に大日本新聞社に入社する。平成10年には大日本テレビ社長に就任し、その後大日本テレビ会長代行になった頃に輝一と出会う。すい臓がんで死亡したと報道されるが、実際には入院中にアメリカ大使館の者に拷問され死亡する。
久我瑛昴（くがえいこう）
国内流通最大手スーパー「クォレ」を経営するKUGAグループの創業者・久我哲の息子。一流大法科を首席で卒業語ロンドンへ留学。帰国後、野党・民進党より出馬し当選6回、民進党の幹事長、代表を経て内閣総理大臣に就任する。
栗田政之（くりた）
栗田冷蔵社長。輸入牛肉偽装事件の内部告発し、国と業界を敵に回したため会社が経営不振に陥った。最後の手段として輝一に助けを求める。妻は他界している。
夏奈（かな）
栗田社長の娘。看護師。父親に自分たち夫婦と同居・隠居を促す。現在妊娠中。
憲政（のりまさ）
40歳。夏奈の夫。医療機器メーカー勤務。夏奈と結婚する以前に離婚歴があり小学6年生の息子がいる。
ヒロ
憲政の連れ子。いつも物事を斜に構えて見ていたが輝一・甲斐に触発され考えをあらためる。
池辺徹（いけべとおる）
山梨県警吉田警察署生活安全課係長。妻は他界している。
加瀬康二（かせ）
業界4位あおは食品の衛生管理部長。栗田社長の高校時代からの友人。孫がいる。愛人がいる。
日下伸子（くさかのぶこ）
81歳。道雄の母親。塗装業を営んでいた夫は食道癌で15年前に他界。10年前より認知症の症状が現れその後徘徊を繰り返す。過去に遡り3ヶ月の不払いがあったため年金を受給できなかった。望月総理の構造改革を支持していた。
坪井貴久（つぼいたかひさ）
埼玉県熊谷市熊谷高校2年生。父の浮気相手を殺害後、鎌倉のキーチズカンパニーに包丁を持って乗り込む。輝一に説得され警察に自首する。

## 組織・団体
キーチズ・カンパニー
「会員、支援者、支持者とともに助けあいの気持ちを通してよりよい国をつくる」をコンセプトに設立されたNPO法人。「真っ当でいろ」を掲げ、教義・教典はなくお布施のノルマ・強制もないが個人や企業の賛助会費、寄付金は後を絶たない。活動拠点は鎌倉の元大日本グループ所有の「鎌倉の丘美術館」跡地。事務方は六本木の「六本木キャッスル」にある。
レスキューK
染谷輝一主催の虐待児童の救助団体。
劇団波羅蜜多（げきだんはらみた）
田中あやを長に「日本で力を持つ人たちを殺す」目的で結成された。殺人を行わさせないため輝一が波羅蜜多を乗っ取り、要人の「殺人」から「拉致・監禁」に目的を変更させる。
東京組
斉藤の「殺し屋」時代の仲間2人を含む3人。輝一の命懸けの説得で要人3人の拉致・監禁に協力する。拉致・監禁の日程調査、警護体制の情報収集（工作活動、盗聴・盗撮など）を行う。

## 新井英樹の部屋
単行本5巻の巻末より掲載されている取材インタビュー。テーマは「この世を変えるとは？」。 
- 第1回ゲスト - 町山智浩
- 第2回ゲスト - 堀江貴文[2][3]
- 第3回ゲスト - 内田樹
- 第4回ゲスト - 石川知裕